# Hui de Han
Hui de Han (nome de nascimento Liu Ying) foi o segundo imperador da dinastia Han da China.

## Família
- Pai
  - Gao de Han
- Filhos
  - Liu Gong (劉恭)
  - Liu Shan (劉山)
  - Liu Chao (劉朝)
  - Liu Wu (劉武)
  - Liu Jiang (劉疆)
  - Liu Buyi (劉不疑)
  - Liu Tai (劉太)